# De Dion-Bouton Type EJ 4
Der De Dion-Bouton Type EJ 4 ist ein Pkw-Modell aus den 1910er Jahren. Hersteller war De Dion-Bouton aus Frankreich.

## Beschreibung
Die Zulassung durch die nationale Zulassungsbehörde erfolgte am 4. September 1913. Vorgänger war der Type DW 4.
Der Vierzylindermotor hat 56 mm Bohrung, 120 mm Hub und 1182 cm³ Hubraum. Er war damals in Frankreich mit 7/10 Cheval fiscal (Steuer-PS) eingestuft. Bei 1500 Umdrehungen in der Minute leistet er 10,8 bhp. Die Höchstleistung des Motors ist nicht bekannt. Er ist vorne im Fahrgestell montiert und treibt über ein Dreiganggetriebe und eine Kardanwelle die Hinterräder an. Der Wasserkühler ist direkt vor dem Motor hinter einem deutlich sichtbaren Kühlergrill.
Die Basis bildet ein Pressstahlrahmen. Der Radstand beträgt 2622 mm und die Spurweite 1150 mm. Eine Fahrzeuglänge von 3615 mm und eine Fahrzeugbreite von 1354 mm sind bekannt.
Bei einer Testfahrt vom Royal Automobile Club vom Februar 1914 von London nach Edinburgh über 1284 km wurden 109 Liter Kraftstoff benötigt, was einem Verbrauch von 8,49 Liter auf 100 Kilometern entspricht. Zum Vergleich: ein Type EP oder Type EQ mit einem wesentlich größeren Achtzylindermotor verbrauchte auf dieser Tour 14,25 Liter auf 100 Kilometer.
Bekannt sind Aufbauten als Phaeton und Tourenwagen.
Das Modell wurde 16 Monate lang produziert. Nachfolger wurde der Type FG, der am 5. Mai 1913 seine Zulassung erhielt.